# Макаренко, Иван Григорьевич
Иван Григорьевич Макаренко (1895 — 1941) — советский юрист, прокурор Одесской области.

## Биография
Состоял в РСДРП(б) с 1915, был делегатом XII съезда КП(б)У. В 1937 после самоубийства областного прокурора А. Н. Турин-Тальчинского возглавил прокуратуру Одесской области, заодно 23 июля до 7 октября 1937 состоял членом тройки НКВД. Однако в том же году репрессирован, приговорён Военной коллегией Верховного суда СССР по обвинению в причастности к контрреволюционной, украинской националистической, террористической организации (статьи 19-54-8, 54-11 УК УССР) к 10 годам заключения в ИТЛ. В Севвостлаге работал санитаром в больничном бараке. 31 октября 1941 умер в заключении от воспаления легких. Его дочь, комсомолка Искра Ивановна Макаренко (1924 — 1943), участвовала в Великой Отечественной войне, расстреляна 24 июня 1943 фашистскими оккупантами в городе Красноармейское.